# Arisaema utile
Arisaema utile Hook.f. ex Schott è una pianta erbacea della famiglia delle Aracee, nota anche come muktaphala o muktā-phala.  È conosciuta anche come giglio cobra,frutto liberatore e frutto perla.